# Tetramorium rekhefe
Tetramorium rekhefe är en myrart som beskrevs av Bolton 1979. Tetramorium rekhefe ingår i släktet Tetramorium och familjen myror. Inga underarter finns listade i Catalogue of Life.